# Can Borrell (Vidreres)
Can Borrell és un edifici del municipi de Vidreres (Selva) inclòs en l'Inventari del Patrimoni Arquitectònic de Catalunya.

## Descripció
Es tracta d'un immoble de planta rectangular que consta de dues plantes, és a dir planta baixa més golfes. Pel que fa a la planta baixa, aquesta contempla tres obertures, com són el portal d'accés rectangular, de grans dimensions, amb llinda monolítica conformant un arc pla i muntants de pedra. El portal està flanquejat per dues finestres rectangulars de mida mitjana. Tanmateix cal destacar la presència d'una faixa o franja de motllura que marca i delimita la separació entre la planta baixa i les golfes.
Pel que fa al primer pis aquest és projectat com a golfes, amb tres obertures minúscules romboidals emmarcades per ceràmica verda. Corona la façana una cornisa resolta amb un plantejament sobri i auster, on l'únic destacable i que trenca la monotonia compositiva és el medalló bicolor que indica la data de reforma de la casa. L'edifici està cobert amb una teulada a dues aigües.
Tota la casa està àmpliament imbuïda pels trets característics del lèxic modernista, com molt bé s'observa en diversos punts estratègics i capitals com ara: la tanca d'accés de ferro forjat amb una gran presència de ceràmica verda; la faixa que actua com a separació entre la planta baixa i les golfes està recoberta per petits fragments de ceràmica bicolor (verd i marró); la cornisa projectada en forma corbada que s'accentua sobretot en els extrems i finalment en la façana posterior trobem tres petits medallons circulars de ceràmica verda. Tots aquests trets demostren per tant l'àmplia presència del vocabulari modernista en l'epidermis de la casa.

## Història
A la cornisa de la casa hi ha la data de 1919 dins un medalló ceràmic, que ens informa de quan es reformà per última vegada.